# سبز خاکستری
| توسی        |
| سبز خاکستری |
| لیمویی تیره |

سبز خاکستری، رنگی شبیه برگ‌های خشک مریم‌گلی است. به عنوان یک رنگ چهارمی، ترکیبی مساوی از رنگ‌های سومی لیمویی تیره و توسی است. مقدار رنگ هگز RGB نمونه سبز خاکستری در سمت چپ BCB88A است.